# П'єр Шомпре
П’єр Шомпре́ (фр. Pierre Chompré 1698, Нарсі (Верхня Марна) — 18 липня 1760, Париж) — французький учитель, директор школи-інтернату, автор навчальних праць і видань проповідей по-латинськи.

## Життєпис
Він керував школою-інтернатом у Парижі та написав кілька навчальних творів для своїх учнів. Його «Скорочений словник казки», опублікований в 1727 році, був перекладений кількома мовами і багато разів перевидавався до середини 19 століття. Барон Ґрім, його сучасник, писав: «Ось перед нами людина на прізвище Шомпре, яка має рідкісний і дуже визнаний талант до навчання молоді. Помітивши, що найдосконаліші книги, які залишила нам античність, відштовхують молодь непотрібністю, незрозумілістю або недосяжними речами, які там знаходяться, він узяв на себе піклування про те, щоб витягти з них усе, що може зацікавити, розбавити чи навчити молодих людей».
Його брат, Етєн Марі Шомпре, перейняв обов'язки директора школи-інтернату після смерті П'єра. Ніколя Моріс Шомпре — його син.

## Основні публікації
- фр. Dictionnaire abrégé de la fable, pour l'intelligence des poètes, et la connaissance des tableaux et des statues, dont les sujets sont tirés de la fable (Скорочений словник казки, для кмітливості поетів і знання картин і статуй, сюжети яких взяті з казок) (1727)
- лат. Selecta latini sermonis exemplaria e scriptoribus probatissimis ad christianae juventutis usum collecta (Збірник зразків латинського викладу найбільш визначих письменників присвячений християнській молоді) (у трьох частинах, 1749-1753)
- фр. Vocabulaire Latin-François contenant les mots de la latinité des différents siècles ... avec un vocabulaire François-Latin (Латинсько-франсузький словник, що містить латинські слова з різних століть... з французько-латинським словництвом) (1754)
- фр. Introduction à la langue latine par la voie de la traduction (Ознайомлення з латинською мовою шляхом перекладу) (1751)
- фр. Dictionnaire abrégé de la Bible pour la connaissance des tableaux historiques tirés de la Bible même et de Flavius Josèphe (Скорочений словник Біблії для знання історичних образів, взятих із самої Біблії та Йосипа Флявія) (1755)
- фр. Moyens sûrs d'apprendre facilement les langues et principalement la latine (Певні способи як легко вивчати мови і в основному латину) (1757)
- фр. Introduction à l'étude de la langue grecque, ou Feuilles élémentaires (Вступ до вивчення грецької мови, або Початкові аркуші) (1758)
- фр. Traduction des extraits des comédies de Plante et de Térence, contenu dans Cours d'études à l'usage des élèves de l'École royale militaire par Charles Batteux (Переклад уривків із комедій Плянта і Теренса, що містяться в «Курсах навчання для студентів Королівської військової школи» Шарля Батто) (1778)